# Sander Vanocur
Sander "Sandy" Vanocur (/ˌvænˈoʊkər/; nacido Alexander Vinocur, 8 de enero de 1928 - 16 de septiembre de 2019) fue un periodista televisivo americano que se centró en la política electoral nacional de EE. UU.

## Vida y carrera
Vanocur nació en Cleveland, Ohio. Era hijo de Rose (Millman) y Louis Vinocur, un abogado. Su familia era de ascendencia judío-rusa. Vanocur se mudó a Peoria, Illinois, cuándo tenía doce años . Después de asistir a la Academia Militar Occidental en Alton, Illinois, se graduó en ciencia política en la Northwestern University School of Speech (1950) y estudió en la London School of Economics (1951–52). Después de servir durante dos años en la Armada de los Estados Unidos, empezó su carrera de periodismo como reportero en el personal de Londres de The Manchester Guardian y también hizo informes generales para The New York Times.

### Carrera de periodismo televisivo
Descrito como "uno de los más prominentes reporteros políticos del país durante la década de 1960", Vanocur sirvió como corresponsal de la Casa Blanca y corresponsal político nacional para NBC News en los 60s y comienzos de los 70s. Vanocur fue uno de los interlocutores en el primero de los debates Kennedy-Nixon en 1960. Fue también escogido como uno de los interlocutores en el debate presidencial de 1992, así como uno de los "cuatro caballeros" de la NBC, sus reporteros in situ en las convenciones políticas de los 60s—los otros tres eran John Chancellor , Frank McGee, y Edwin Newman.  Cuando era corresponsal de la Casa Blanca durante la presidencia de Kennedy, Vanocur fue uno de los primeros reporteros que preguntó públicamente a Kennedy por el fracaso de la Invasión de Bahía de Cochinos. Vanocur bautizó a la pandilla de Kennedy como la "mafia irlandesa."
Más tarde, Vanocur cubrió las elecciones presidenciases de Estados Unidos de 1968 en las qué Robert F. Kennedy fue asesinado. Vanocur, quién había entrevistado a Kennedy el 4 de junio de 1968, poco antes de que le dispararan, informó sobre el incidente desde The Ambassador Hotel en Los Ángeles, California, durante toda la noche. La última noche de la 1968 Convención Nacional Republicana en la Playa de Miami, durante una conversación la noche del jueves sobre la convención con sus compañeros reporteros in situ de la NBC en las sillas plegables vacantes en la sala de la convención, Vanocur sugirió que los Republicanos se habían "despedido del voto negro" en 1968, un comentario que causó el alboroto de los medios de comunicación de esa semana.[cita requerida]
Vanocur sirvió también como anfitrión de First Tuesday, una revista mensual que se estrenó en 1969 y continuó después de que Vanocur abandonara la red. Su trabajo en NBC le ganó un sitio en la "lista de enemigos" de la administración del Nixon.
Después de dejar NBC en 1971, Vanocur trabajó para PBS y como escritor televisivo para The Washington Post. Se unió a ABC News en 1977 y trabajó allí hasta 1991 en varios cargos, incluyendo Corresponsal Diplomático Jefe, Corresponsal Sénior en Buenos Aires, y presentador televsivo para Mundo Empresarial, el primer programa empresarial con planificación semanal regular. Vanocur cubrió el 1997, 1998, y 1999 Cumbres Económicas Mundiales y fue Corresponsal General Jefe durante las elecciones presidenciales de 1980 y 1984. En 1984, Vanocur moderó el debate Vicepresidencial entre el George H. W. Bush y la congresista Geraldine Ferraro.  También hizo un cameo como sí mismo en la película Dave y fue uno de los intérpretes principales, de nuevo como sí mismo, en el especial de ciencia ficción en televisión Sin Advertencia.
Vanocur hospedó dos de las series de máxima audiencia de History Channel: Movies in Time y History Business.

## Familia
Vanocur se casó con su primera mujer, la diseñadora de moda Edith Elige, el 3 de marzo de 1956 y tuvieron dos hijos, Nicholas y Christopher Vanocur. Después de la muerte de Edith en abril de 1975, Vanocur se casó con Virginia Backus Wood el 19 de diciembre de 1975.